# Działko GSz-30-2
GSz-30-2 (ros. ГШ-30-2, skrót od nazwisk konstruktorów Griaziew-Szypunow) – dwulufowe lotnicze działko automatyczne kalibru 30 mm.

## Historia
Działko zostało skonstruowane na początku lat 80 XX w. w ZSRR jako pokładowe uzbrojenie strzeleckie samolotów. Zasada działania nie ma wspólnego z działkiem GSz-30-1, ponieważ zostało skonstruowane jako działko o dużej wytrzymałości przystosowane do prowadzenia intensywnego ognia. Działanie broni opiera się na zasadzie Gasta tak jak wcześniejsza konstrukcja działko GSz-23Ł.
Szybkostrzelność maksymalna działka wynosi około 3000 strzałów na minutę, a lufa o dużej masie jest wykonana w taki sposób aby wytrzymać zarówno intensywne strzelanie, jak i ciężkie warunki środowiskowe, zwłaszcza duże zanieczyszczenia. Działko GSz-30-2 jest zdolne do wystrzeliwania przeciwpancernych pocisków z rdzeniem ze zubożonego uranu.
Działko typu GSz-30-2 stanowi podstawowe uzbrojenie strzeleckie samolotów szturmowych Su-25 oraz w wersji GSz-30-2K najnowszych śmigłowców Mi-24P.

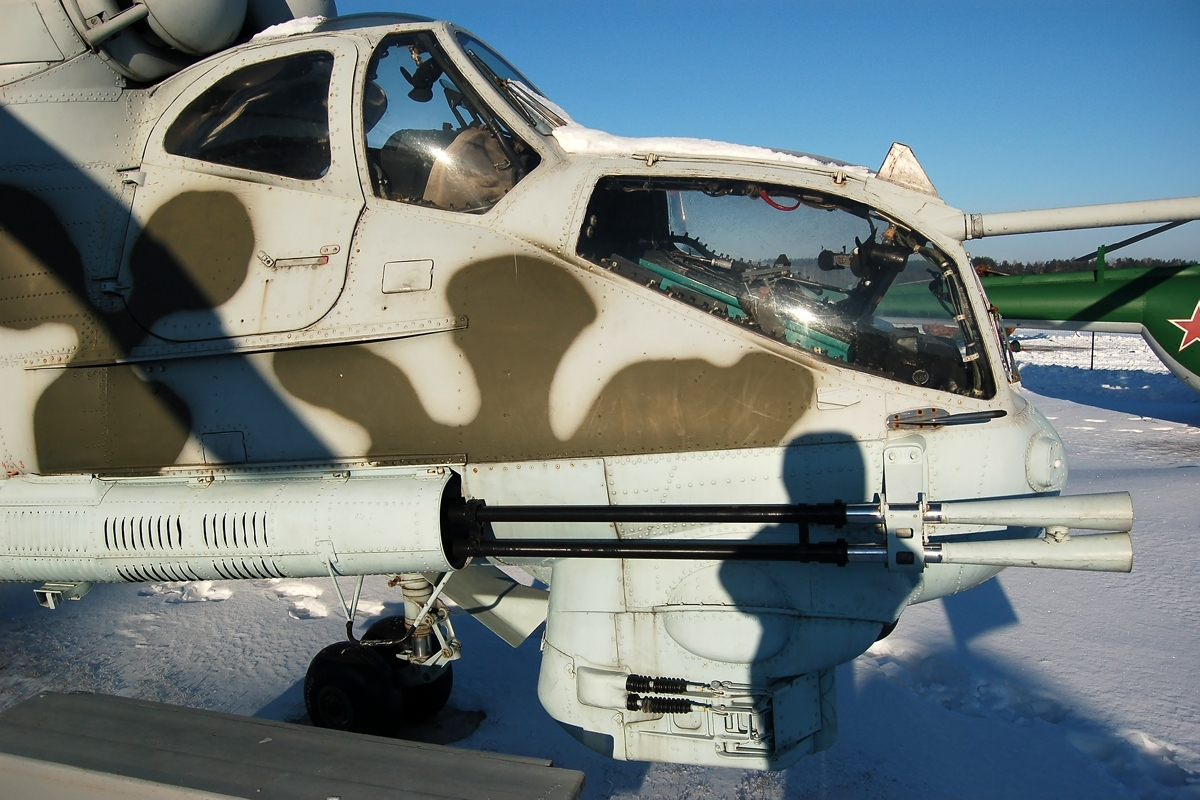
GSz-30 na śmigłowcu Mi-24
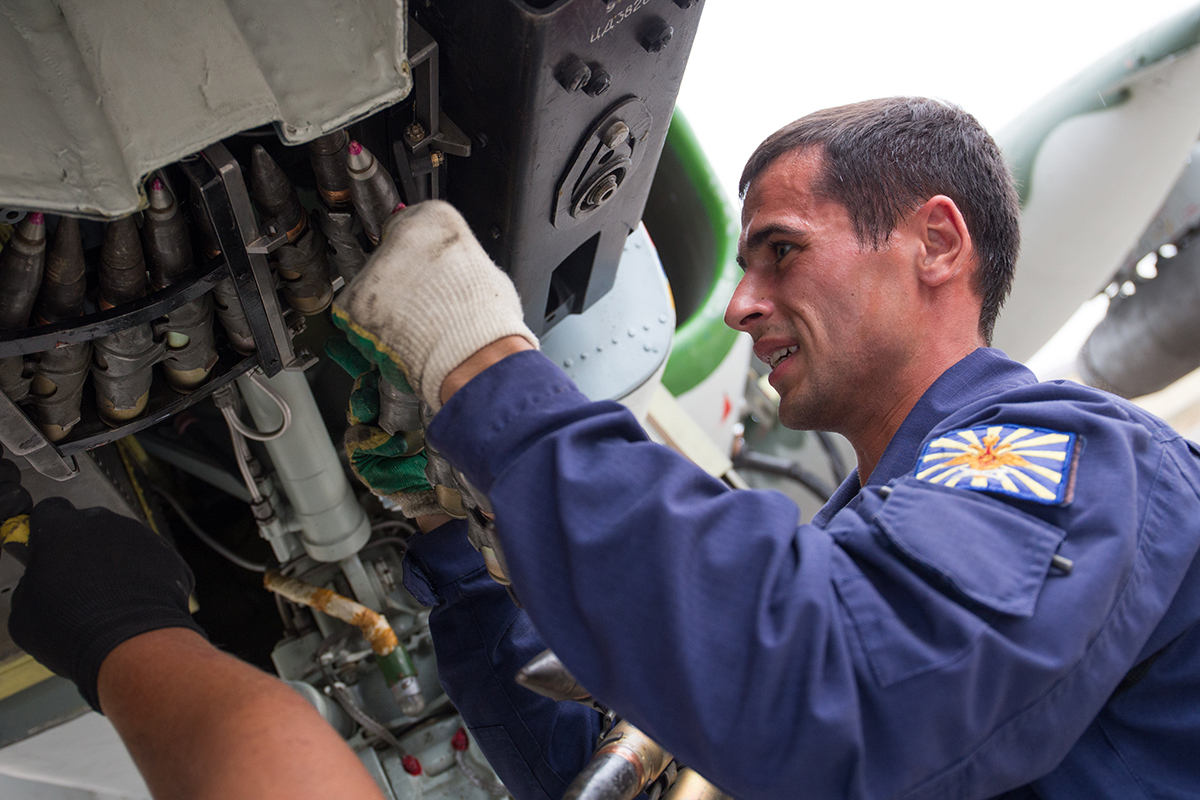
Rosyjski technik ładujący działko GSz-30-2 w samolocie Su-25